# Dendriopoterium
Dendriopoterium es un género con dos especies de plantas perteneciente a la familia de las rosáceas.

## Taxonomía
Dendriopoterium fue descrita por Eric Ragnor Sventenius y publicado en Boletin del Instituto (Nacional) de Investigaciones Agronómicas 18: 255, en el año 1948. La especie tipo es: Dendriopoterium menendezii   Svent.

## Especies
- Dendriopoterium menendezii
- Dendriopoterium pulidoi